# Neal Smith
Neil Smith é um baterista americano famoso como membro original da banda Alice Cooper.